# فرناندو سيمون
فرناندو سيمون (بالإسبانية: Fernando Simón)‏ (مواليد 1963) هو عالم أوبئة إسباني يعمل مديراً لمركز تنسيق التنبيهات الصحية وحالات الطوارئ التابع وزارة الصحة (إسبانيا) . برز علناً كمتحدث باسم اللجنة الخاصة المعنية بمرض فيروس الإيبولا في إسبانيا في عام 2014،  ودوراً مماثلاً خلال جائحة فيروس كورونا 2019–20. ,وكان اختبار سيمون إيجابي للفيروس كورونا في 30 مارس 2020.

## النشأة والتعليم
ولد في سرقسطة،  تخرج من قسم الطب في جامعة سرقسطة، وتخصص في الصحة العامة وعلم الوبائيات في مدرسة لندن لحفظ الصحة وطب المناطق الحارة. تدرب سيمون في برنامج التدريب الأوروبي في مجال علم الأوبئة التدخلي في المركز الأوروبي للوقاية من الأمراض ومكافحتها.

## المهنة
كان سيمون مديرًا لمركز أبحاث الأمراض المدارية في مقاطعة مانهيسا، في موزمبيق،  ومستشفى نتيتوا في بوروندي.
وكان سيمون أيضا مديرا للبرامج في المركز الوطني لعلم الأوبئة، ومنسقا لوحدة الإنذار والاستجابة الصحية في اللجنة الوطنية للصحة الإنجابية في الفترة من عام 2003 إلى عام 2011. وهو حاليا أستاذ في المدرسة الوطنية للصحة العامة، وعضو في اللجنة الاستشارية للمركز الأوروبي للوقاية من الأمراض ومكافحتها.